# 뜨겁고 깊은겨울
"뜨겁고 깊은겨울"은 1987년에 개봉한 대한민국의 영화이다.

## 캐스팅
- 하재영 : 창우 역
- 소발설 : 현준 역
- 민복기 : 부인 역
- 김나희 : 창희 역
- 하록만 : 미림 역
- 김기종 : 한 회장 역
- 기승웅 : 차만호 역
- 김찬구 : 감독 역
- 박민호 : 사나이 역
- 안진수 : 김 변호사 역
- 손전 : 중역 1 역
- 박부양 : 중역 2 역
- 임해림 : 중역 3 역
- 이예성 : 중역 4 역
- 양종민